# Bistum Keningau

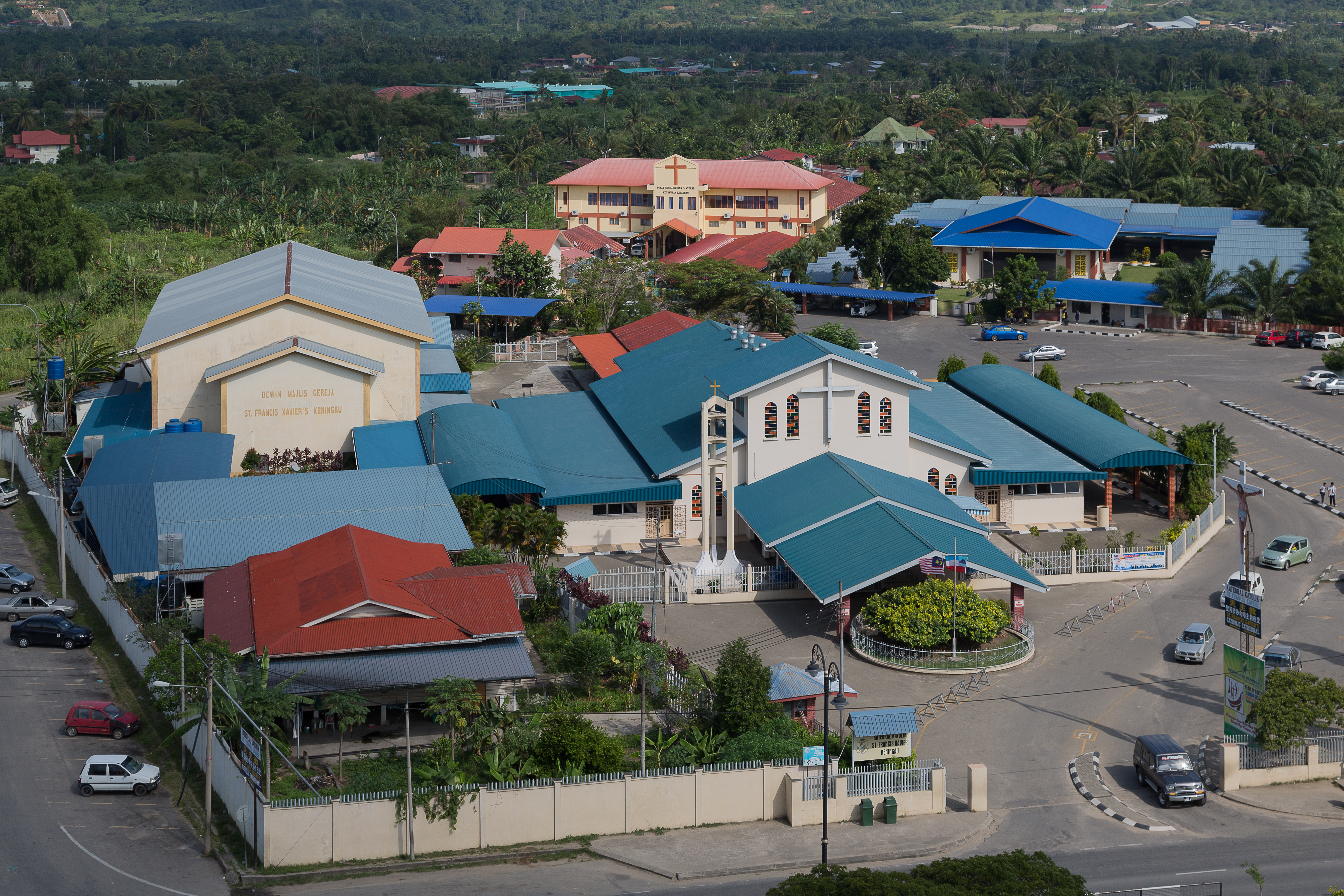
Sitz der Diözese in Keningau

Das Bistum Keningau (lat.: Dioecesis Keningauensis) ist eine in Malaysia gelegene römisch-katholische Diözese mit Sitz in Keningau im Bundesstaat Sabah auf der Insel Borneo. Sein Gebiet ist das Verwaltungsgebiet Interior Division.

## Geschichte
Das Bistum Keningau wurde am 17. Dezember 1992 durch Papst Johannes Paul II. aus Gebietsabtretungen des Bistums Kota Kinabalu errichtet und dem Erzbistum Kuching als Suffraganbistum unterstellt. Erster Bischof wurde Cornelius Piong.
Am 23. Mai 2008 wurde das Bistum Keningau dem zum Erzbistum erhobenen Bistum Kota Kinabalu als Suffraganbistum unterstellt.